# GM2 (gangliozid)
GM2 je tip gangliozida. G označava gangliozid, M monosijalinsku kiselinu (koja pripada grupi sialinskih kiselina), i broj 2 označava da je ovo bio drugi monosijalinski gangliozid po redu otkrića. On je vezan za GM2 gangliozidozu, kao što je Tej-Saksova bolest.

## Dodatne slike
- Sfingolipidoze
- Strukture GM1, GM2, GM3 gangliozida

## Spoljašnje veze
- Ganglioside+GM2 на 